# Episodi de La Grande B! (seconda stagione)
La seconda stagione della serie animata La Grande B!, composta da 20 episodi (36 segmenti), è stata trasmessa negli Stati Uniti da Nickelodeon dal 25 ottobre 2009 al 12 giugno 2011.
In Italia la stagione è stata trasmessa dal 2010 al 2012 su Nickelodeon.
| nº  | Titolo originale                 | Titolo italiano | Prima TV USA      | Prima TV Italia |
| --- | -------------------------------- | --------------- | ----------------- | --------------- |
| 1   | Catatonic                        |                 | 25 ottobre 2009   | 2010            |
| 2a  | What's the Frequency, Bessie?    |                 | 25 Settembre 2009 |                 |
| 2b  | Bee Nice                         |                 | 24 Settembre 2009 |                 |
| 3a  | Dirty Happy                      |                 | 21 Settembre 2009 |                 |
| 3b  | Tour D'Alcatraz                  |                 | 23 Settembre 2009 |                 |
| 4a  | Hairy Situation                  |                 | 22 Settembre 2009 |                 |
| 4b  | Bee Plus One                     |                 | 16 Gennaio 2010   |                 |
| 5a  | Bad to the Bee                   |                 | 14 Novembre 2009  |                 |
| 5b  | Hive of Darkness                 |                 | 16 Gennaio 2010   |                 |
| 6a  | Mr Turtleton's Wild Ride         |                 | 14 Novembre 2010  |                 |
| 6b  | A Pirate's Life for B            |                 | 18 Giugno 2011    |                 |
| 7a  | Awww-esome                       |                 | 2 Gennaio 2010    |                 |
| 7b  | Dogcatcher in the Rye            |                 |                   |                 |
| 8a  | Rinx!                            |                 | 6 Novembre 2010   |                 |
| 8b  | Sleepless in San Francisco       |                 | 6 Novembre 2010   |                 |
| 9a  | Finger Pickin' Bad               |                 | 13 Novembre 2010  |                 |
| 9b  | Higgenbottom's 7                 |                 | 13 Novembre 2010  |                 |
| 10a | It's B's Party                   |                 | 20 Novembre 2010  |                 |
| 10b | B-Chip                           |                 | 20 Novembre 2010  |                 |
| 11a | Old Bee and the Sea              |                 | 29 Novembre 2010  |                 |
| 11b | One Million Years Bee.C          |                 | 29 Novembre 2010  |                 |
| 12a | The Bone Identity                |                 | 30 Novembre 2010  |                 |
| 12b | Grumpy Old Bees                  |                 | 30 Novembre 2010  |                 |
| 13a | Children of the Unicorn          |                 | 1 Dicembre 2010   |                 |
| 13a | My Way or the Bee Way            |                 | 1 Dicembre 2010   |                 |
| 14  | O Brother, What Art Thou         |                 | 2 Dicembre 2010   |                 |
| 15  | Stuffed Happens                  |                 | 2 Dicembre 2010   |                 |
| 16  | Gorillas in the Midst            |                 | 15 Maggio 2011    |                 |
| 17a | Space Evaders                    |                 | 22 Maggio 2011    |                 |
| 17b | YiPs                             |                 | 22 Maggio 2011    |                 |
| 18a | Public Enembee                   |                 | 29 Maggio 2011    |                 |
| 18b | Bang the Drum Timely             |                 | 29 Maggio 2011    |                 |
| 19a | The League of Ordinary Gentlemen |                 | 5 Giugno 2011     |                 |
| 19b | Irritable Bowling Syndrome       |                 | 5 Giugno 2011     |                 |
| 20a | Bess-E                           |                 | 12 Giugno 2011    | 2012            |
| 20b | C'mon Get Happy!                 |                 | 12 Giugno 2011    | 2012            |